# クマガイ
クマガイ（熊谷もしくは桜熊谷、学名：Cerasus × subhirtella ‘Kumagai’）はバラ科サクラ属のサクラ。エドヒガン群のコヒガン系の栽培品種で、マメザクラとエドヒガンが交雑した種間雑種である。

## 名前の由来
平安時代末期の武将熊谷直実の一ノ谷の戦いでの平山季重との先陣争いの逸話のように、コヒガンに先駆けて先陣を切って咲き始める種であるためにこの名前が付けられた。なお、熊谷の名はケンロクエンクマガイ、クマガイザクラなどにも使われている。東京の花期で言うとクマガイは3月下旬であり、3月中旬のクマガイザクラの後、4月中旬のケンロクエンクマガイの前となる。

## 特徴

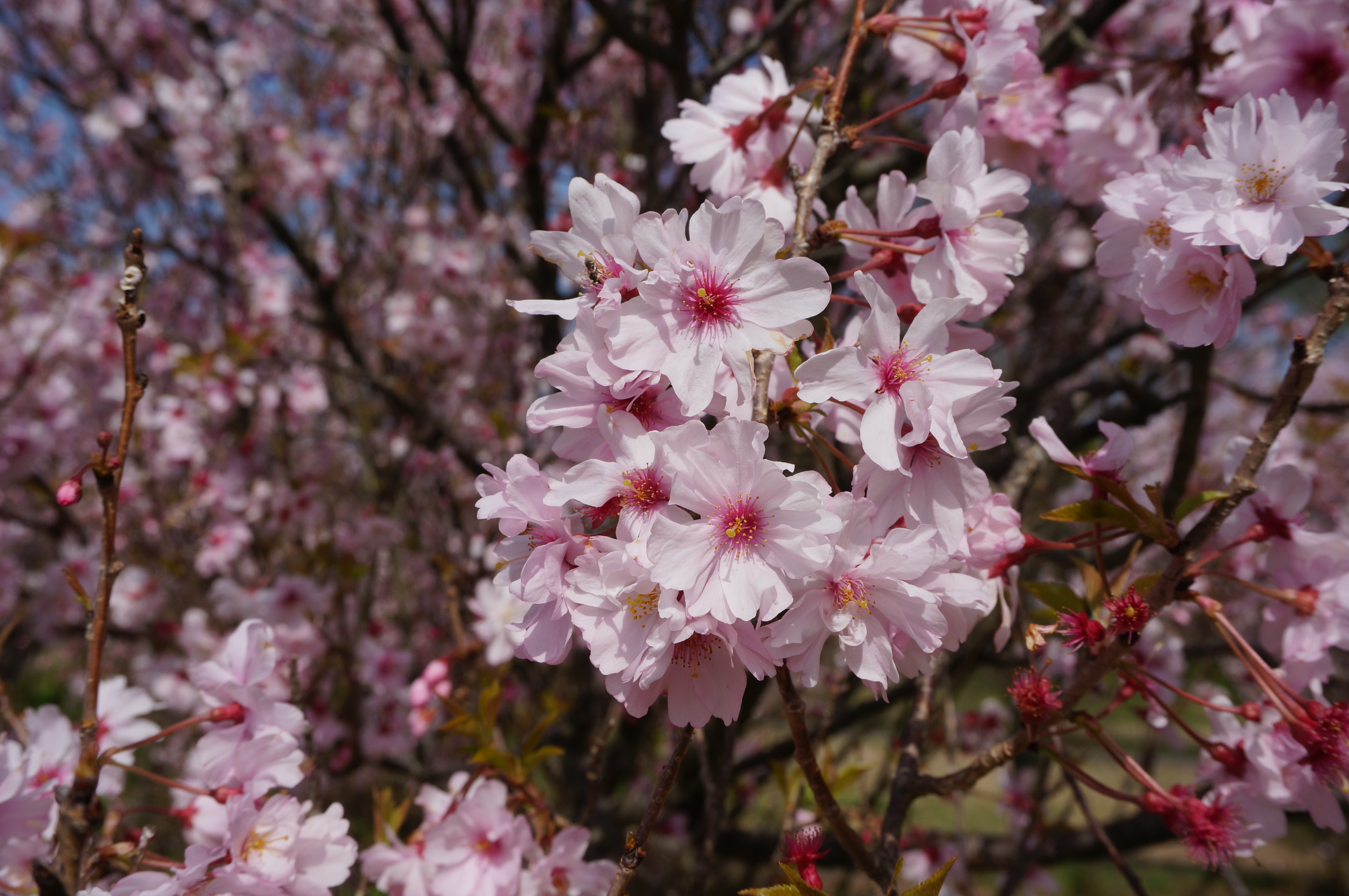
小輪で八重咲きのクマガイ

樹形は盃上、樹高は大きくなりにくい3m未満の低木。花は小輪で八重咲きで淡紅色。東京での花期は3月下旬。樹木としてはコヒガンに似ており、細い枝を沢山張り巡らせる。葉は花に比べるとやや遅れて広がり始める。
なおクマガイには、それぞれに遺伝情報が違う複数のクローンがあり、同じ栽培品種であってもそのクローンごとに特徴に相違がある。これは接ぎ木や挿し木のほかにも他の個体と交雑した種子でも増殖され、その後に各個体の形態が似ていたことから別々の栽培品種として区別されず一つの栽培品種として認識されたことによるものと考えられている。

## 植栽地

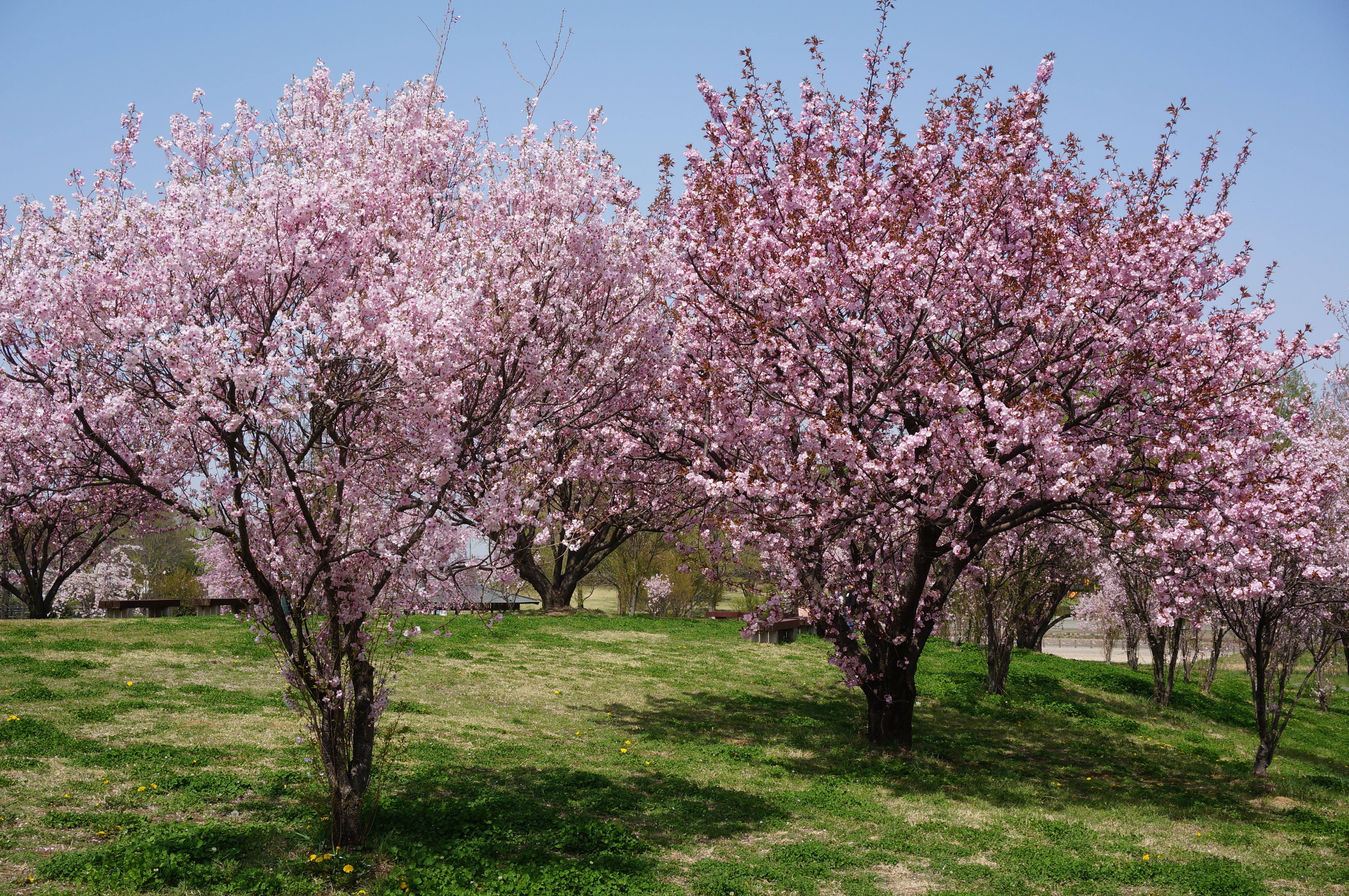
気象条件により咲き揃った埼玉県熊谷市別府沼公園のクマガイ（左）とケンロクエンクマガイ（右奥）

一例をあげると、埼玉県熊谷市の別府沼公園には「熊谷」と名の付く品種の桜が植栽されている「熊谷の森」があり、ケンロクエンクマガイ（兼六園熊谷）と共に植栽されている。同じく熊谷スポーツ文化公園の「四季の丘」にもケンロクエンクマガイと共に植栽されている。